# 굿바이 그레이스
《굿바이 그레이스》(영어: Grace Is Gone)는 미국에서 제작된 제임스 C. 스트라우스 감독의 2007년 드라마 영화이다. 주연 존 큐색이 제작에도 참여하였다.

## 출연
- 존 큐색
- 알레산드로 니볼라
- 그레이시 베드나칙
- 셜랜 오키프
- 머리사 토메이
- 메리 케이 플레이스